# Bibliotheca Teubneriana

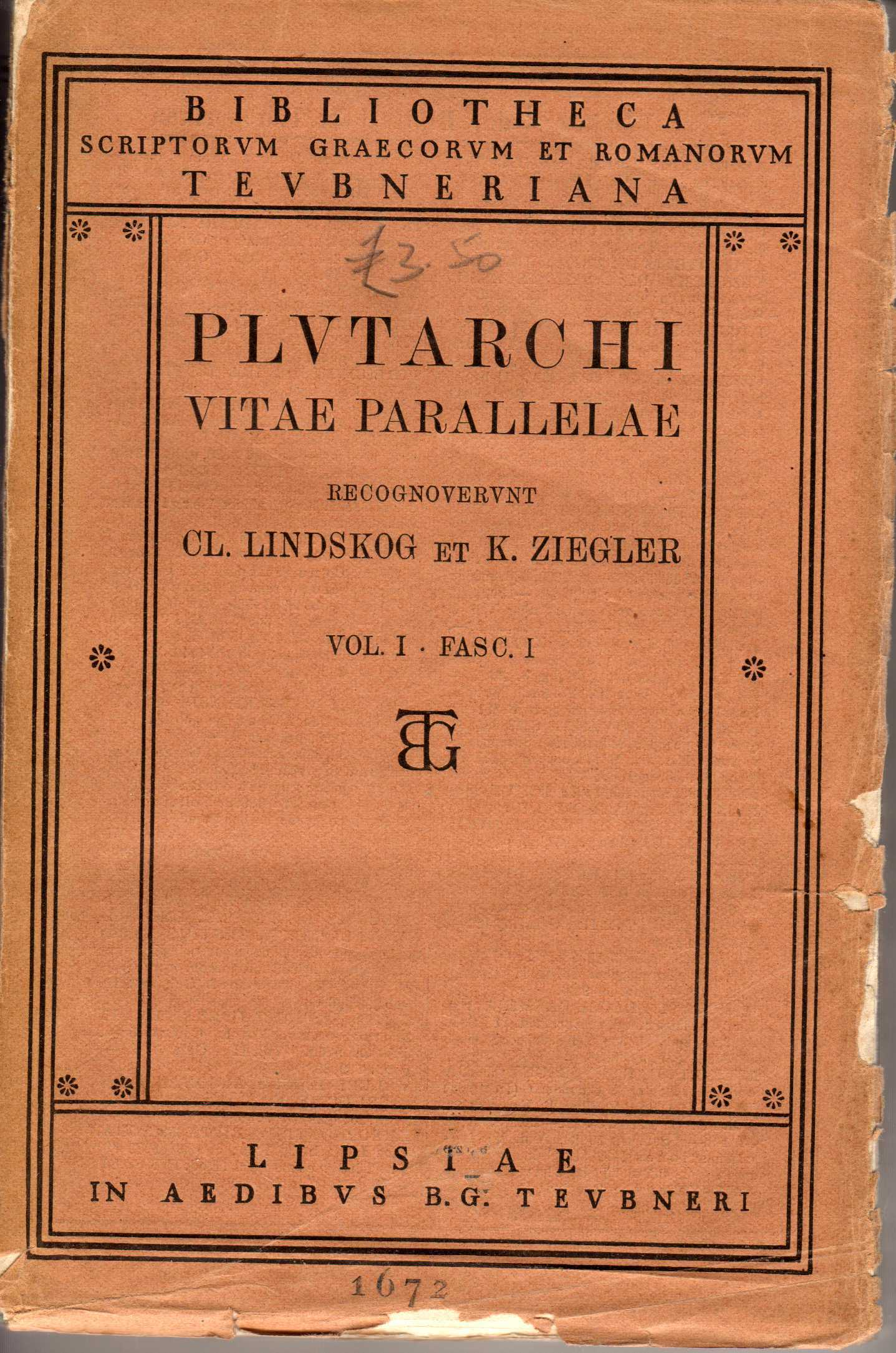
Copertina di uno dei volumi della Biblioteca Teubneriana

La Bibliotheca Teubneriana (titolo completo latino: Bibliotheca Scriptorum Graecorum et Romanorum Teubneriana) comprende la più completa collezione moderna di testi a stampa delle letterature greca e romana e, in alcuni casi, anche bizantina e latina medievale. 

## Storia
Nel 1811, Benedictus Gotthelf Teubner (1784-1856) rifondò a proprio nome un'operazione di stampa da lui diretta dal 1806, la Weinedelsche Buchdruckerei, dando origine alla casa editrice Teubner di Lipsia (come recita il suo stemma, in latino, in aedibus BG Teubneri). I volumi della Bibliotheca Teubneriana cominciarono ad apparire nel 1849. 
Nel periodo tra la fine della seconda guerra mondiale e la riunificazione tedesca, la casa editrice si divise in due società, Teubner KG (con Teubner Buch GmbH e Teubner Redaktions GmbH), successivamente BSB BG Teubner Verlagsgesellschaft, a Lipsia (in Germania Est) e Verlag BG Teubner/BG Teubner GmbH a Stoccarda (nella Germania dell'Ovest).
Dopo la caduta del muro di Berlino e la riunificazione della Germania, le due case si riunirono nella BG Teubner, che ebbe il suo quartier generale a Wiesbaden. Alla fine del 1999, però, la Teubner annunciò la propria intenzione di concentrarsi sull'editoria scientifica e tecnica, cedendo i titoli di studi classici, tra cui la Bibliotheca Teubneriana, a KG Saur, un editore con sede a Monacoː sebbene i nuovi volumi iniziassero ad apparire con l'impronta in aedibus KG Saur, il nome della serie rimase comunque invariato.
Nel 2006, la casa editrice Walter de Gruyter acquisì KG Saur e tutta la sua gamma editoriale, compresa la Bibliotheca Teubneriana.

## Struttura
La collana contiene edizioni critiche di testi greci e latini realizzate da importanti studiosi e filologi, che, a partire dal 1849 (anno della fondazione), si sono impegnati a pubblicare gli apparati critici dei testi, ai quali sono premesse brevi introduzioni, in latino, relative alla tradizione manoscritta degli stessi, con lo stemma codicum. 
Solitamente il font greco usato è un corsivo originale, tipico delle edizioni Teubner.
Edizioni paragonabili a quelle teubneriane sono, in lingua inglese, gli Oxford Classical Texts, comunque più snelli per quanto concerne gli apparati e i loci paralleli (ossia riecheggiamenti e citazioni, che nella OCT mancano) e la Collection Budé in francese.